# Elías Yanes Álvarez
Elías Yanes Álvarez (Villa de Mazo, 16 febbraio 1928 – Saragozza, 9 marzo 2018) è stato un arcivescovo cattolico spagnolo.

## Biografia
Elías Yanes Álvarez nacque a Villa de Mazo il 16 febbraio 1928.

### Formazione e ministero sacerdotale
Conseguì le lauree in teologia e in diritto canonico presso la Pontificia Università Gregoriana di Roma e il diploma in catechetica presso l'Istituto pastorale della Pontificia Università di Salamanca.
Il 31 maggio 1952 fu ordinato presbitero per la diocesi di San Cristóbal de La Laguna nello stadio olimpico Lluís Companys a Montjuïc, nei pressi di Barcellona. Era in corso il XXXV congresso eucaristico internazionale. In seguito fu delegato diocesano per la catechesi, assistente ecclesiastico dell'Azione Cattolica, dei Cursillos de Cristiandad e della Germandat Obrera d'Acció Catòlica (HOAC) e professore alla scuola di magistero.

### Ministero episcopale
Il 28 ottobre 1970 papa Paolo VI lo nominò vescovo ausiliare di Oviedo e titolare di Mulli. Ricevette l'ordinazione episcopale il 28 novembre successivo dall'arcivescovo metropolita di Oviedo Gabino Díaz Merchán, co-consacranti il vicario castrense per la Spagna José Ángel López Ortiz e il vescovo di San Cristóbal de La Laguna Luis Franco Cascón.
Il 3 giugno 1977 lo stesso papa Paolo VI lo nominò arcivescovo metropolita di Saragozza.
In seno alla Conferenza episcopale spagnola fu segretario generale dal 1972 al 1977, vicepresidente dal 1987 al 1993 e presidente dal 1993 al 1999, membro della commissione per l'insegnamento e la catechesi e membro del comitato esecutivo dal 1999 al 2005.
Dal 1993 al 1999 fu vicepresidente della Commissione delle conferenze episcopali della Comunità Europea.
Il 2 aprile 2005 papa Giovanni Paolo II accettò la sua rinuncia al governo pastorale dell'arcidiocesi per raggiunti limiti di età. Continuò a svolgere numerose attività pastorali fino al 2015 quando si ritirò dalla vita pubblica, per dedicarsi alla preghiera e allo studio.
Morì presso la Fundación Tobías di Saragozza alle 23:20 del 9 marzo 2018 all'età di 90 anni dopo un progressivo indebolimento dovuto all'età. Le esequie si tennero il 12 marzo alle ore 12 nella basilica di Nostra Signora del Pilar a Saragozza. Al termine del rito fu sepolto nello stesso edificio.

## Opere
- Yo no creo en los curas (1964) ISBN 978-84-224-0350-0
- El discernimiento pastoral (1975) ISBN 978-84-269-0288-7
- Enseñanza religiosa y libertad de enseñanza en el marco de la actual democracia española (1983) ISBN 978-84-348-1204-8
- La educación cristiana, don de Dios a su Iglesia (1987) ISBN 978-84-348-2289-4
- Opciones fundamentales del movimiento rural cristiano (1991) ISBN 978-84-7610-051-6
- La Acción Católica, un don del espíritu (2000) ISBN 978-84-607-1106-3
- En el espíritu y la verdad, espiritualidad trinitaria (2000) ISBN 978-84-7914-473-9
- Hombres y mujeres de oración (2007) ISBN 978-84-285-3167-2

## Genealogia episcopale e successione apostolica
La genealogia episcopale è:
- Cardinale Scipione Rebiba
- Cardinale Giulio Antonio Santori
- Cardinale Girolamo Bernerio, O.P.
- Arcivescovo Galeazzo Sanvitale
- Cardinale Ludovico Ludovisi
- Cardinale Luigi Caetani
- Cardinale Ulderico Carpegna
- Cardinale Paluzzo Paluzzi Altieri degli Albertoni
- Papa Benedetto XIII
- Papa Benedetto XIV
- Papa Clemente XIII
- Cardinale Marcantonio Colonna
- Cardinale Giacinto Sigismondo Gerdil, B.
- Cardinale Giulio Maria della Somaglia
- Cardinale Carlo Odescalchi, S.I.
- Cardinale Costantino Patrizi Naro
- Cardinale Serafino Vannutelli
- Cardinale Domenico Serafini, Cong.Subl. O.S.B.
- Cardinale Pietro Fumasoni Biondi
- Cardinale Antonio Riberi
- Arcivescovo Gabino Díaz Merchán
- Arcivescovo Elías Yanes Álvarez

La successione apostolica è:
- Vescovo Joaquín Carmelo Borobia Isasa (1990)
- Cardinale Juan José Omella (1996)
- Vescovo Alfonso Milián Sorribas (2000)